# Himno de las naciones

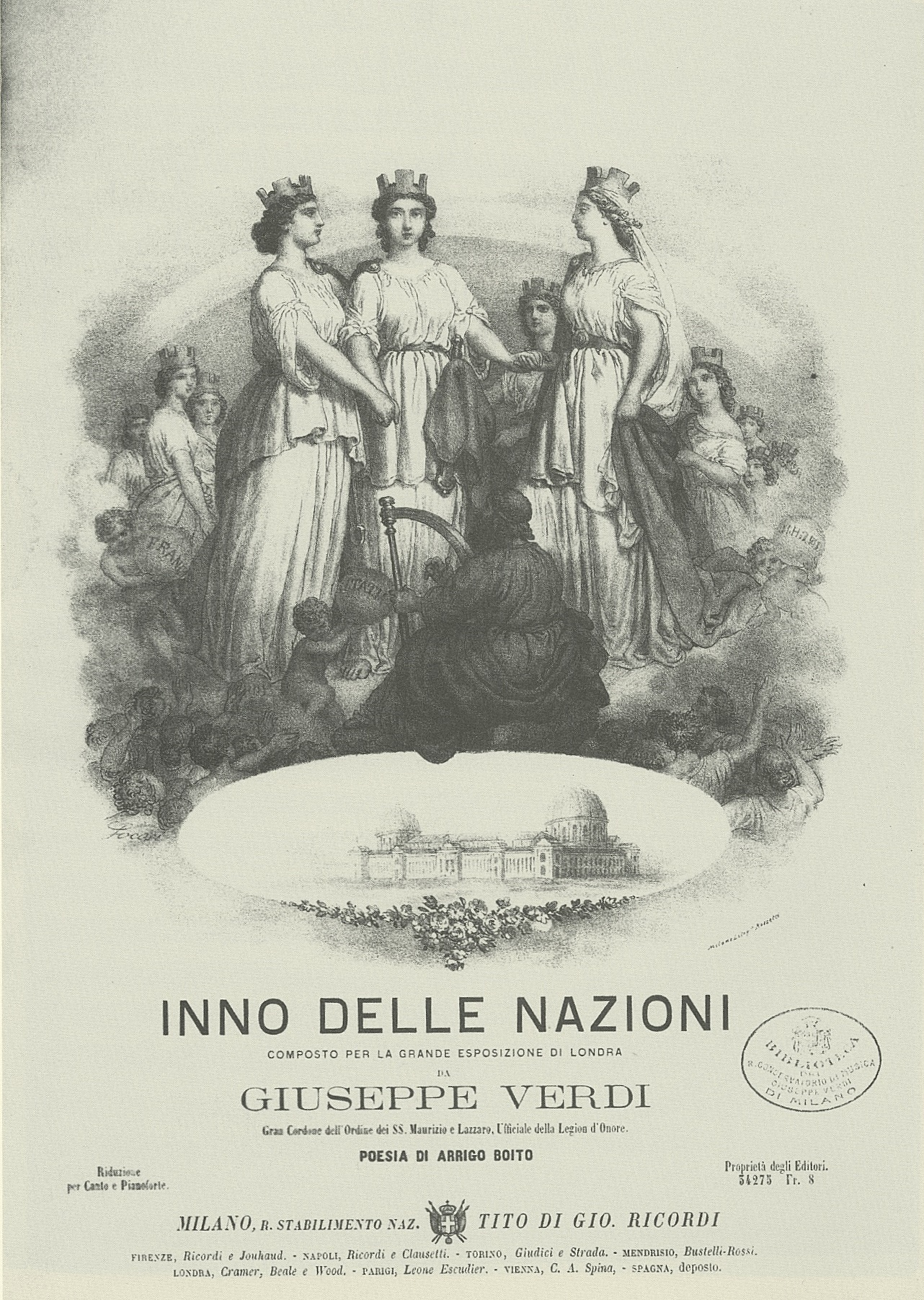
Portada de la primera edición de la partitura vocal del Himno de las naciones, diseño de Alessandro o Robert Focosi.

El Himno de las naciones (en italiano, Inno delle nazioni) es una cantata en un solo movimiento, una de las dos únicas obras corales seculares compuestas por Giuseppe Verdi. Este himno incorpora Il Canto degli Italiani,  La Marsellesa y God Save the King. Fue la primera colaboración entre el compositor y Arrigo Boito, quien, mucho después, revisó el libreto de Simón Boccanegra y escribió el libreto original de Otelo y Falstaff.
Aunque escrito para la Exposición Universal de Londres de 1862, se estrenó en Her Majesty's Theatre el 24 de mayo de 1862. Se convirtió en la pieza central de una película de propaganda de 1944, Himno de las naciones, donde fue interpretada por la Orquesta Sinfónica de la NBC dirigida por Arturo Toscanini con Jan Peerce como solista tenor.

## Historia

### Contexto

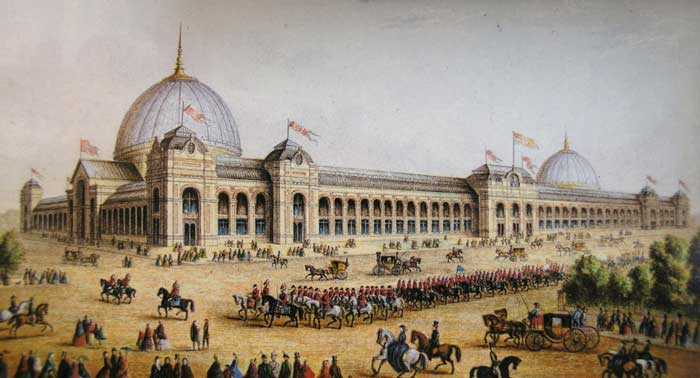
La obra se escribió con motivo de la Exposición Universal de Londres en 1862.

En diciembre de 1858, la Royal Society of Arts de Londres anunció su intención de celebrar lo que se llamaría la Exposición Universal de 1862, vista como sucesora de la Gran Exposición de 1851. Querían incluir actuaciones musicales, que fueron excluidas de Exposición de 1851, a sugerencia del crítico musical Henry Chorley, por lo que solicitaron nuevas obras de Daniel Auber (en representación de Francia), William Sterndale Bennett (Reino Unido), Giacomo Meyerbeer (Alemania) y Gioachino Rossini (Italia). Rossini rechazó la invitación.
Roberta Montemorra Marvin (quien editó el Himno de las naciones para la serie The Complete Works of Giuseppe Verdi) considera que el comité inicialmente no le pidió a Verdi que compusiera una pieza debido a la antipatía de Chorley hacia las obras del compositor. Sin embargo, después de la negativa de Rossini, en 1861 el comité invitó a Verdi y le dio cuatro sugerencias en cuanto a su forma: himno, coral, marcha triunfal (para orquesta completa) o marcha (para instrumentos de viento). Aunque honrado por la solicitud, Verdi rechazó provisionalmente, a pesar de la intervención del compañero italiano y director Michael Costa, debido a que estaba ocupado en la preparación de La fuerza del destino y no le quedaba tiempo disponible. Prometió considerar la cuestión en febrero de 1862, una vez que la preparación de la ópera no fuera un obstáculo.
Aunque Verdi detestaba escribir obras ocasionales, Marvin supone que, dado que Verdi estaba informado de la aceptación del encargo por parte de Auber y Meyerbeer, el orgullo personal y la posibilidad de representar a Italia en una exposición internacional fueron las razones clave por las que asumió el encargo.

### Composición

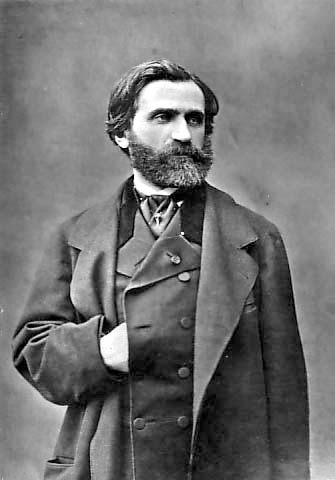
Giuseppe Verdi circa 1850.

Cuando la enfermedad de la soprano obligó a posponer La fuerza del destino, Verdi partió de San Petersburgo y llegó a París el 24 de febrero de 1862. Dos encuentros influyeron en su decisión de comenzar a trabajar en una composición para la exposición. El primero fue con el compositor Daniel Auber, quien aparentemente transmitió a Verdi que estaba componiendo una marcha para la ocasión. En correspondencia recordando esta reunión, Verdi indicó que también estaba componiendo una marcha. Pero en una carta posterior a Costa indicó que estaba escribiendo una obertura. Costa transmitió esta información a los comisionados que estuvieron de acuerdo con la forma de composición.
En segundo lugar, dos escritores italianos prometedores, Arrigo Boito y Franco Faccio, se reunieron con Verdi a finales de febrero de 1862, con una carta de presentación de la condesa Clara Maffei. Marvin sugiere que el propósito de la reunión podría haber sido inducir indirectamente a Verdi a trabajar en el encargo. Como resultado de esta reunión, a Boito se le pidió escribir el texto de la obra propuesta.
El 19 de marzo, los comisionados recibieron una carta del compositor «en la que expresaba su deseo de sustituir la obertura por una cantata con texto en italiano, cuya parte solista sería interpretada por el signor Tamberlik». Aunque los comisionados rechazaron la propuesta de Verdi (creyendo que el trabajo sería demasiado grande para el espacio de exhibición), Verdi no aceptó su rechazo y continuó trabajando en la cantata (en ese momento llamada Cantica) y la completó hacia finales de marzo.
Le entregó el manuscrito completo a su esposa Giuseppina, quien viajó a Londres para entregarlo a principios de abril. Firmes en su negativa a aceptar la obra, no se reunieron con Giuseppina y le escribieron a Verdi que no podían aceptar la interpretación de la cantata, ya que los preparativos necesarios serían una tarea demasiado grande. Verdi llegó a Londres el 20 de abril, esperando que su trabajo fuera representado. A pesar de muchas discusiones, los comisionados se mantuvieron firmes en su negativa, Costa declaró que debido a que tenía partitura para voces, no solo para orquesta, iba contra las reglas de la Comisión, que no había llegado a tiempo y que no habría suficiente tiempo de ensayar. Verdi escribió al editor Léon Escudier el 22 de abril diciéndole que su cantata no se representaría.
La prensa recibió noticias de la negativa y escribió que el problema era la incapacidad de Verdi para cumplir con un plazo. En respuesta, Verdi escribió a The Times, publicado el 24 de abril, negando la afirmación: «[Los comisionados] hicieron saber que veinticinco días (suficiente para aprender una nueva ópera) no eran suficientes para aprender esta corta cantata y la rechazaron». Continuaba diciendo que quería «corregir el error, que no envié mi composición».
La opinión crítica se puso del lado de Verdi y la culpa recayó en los comisionados. El incidente resultó vergonzoso para ellos y para el director musical Costa. Según Musical World, «todo el sentimiento del país en este caso está con el maestro italiano y contra los comisionados. El clamor ha llegado de un extremo al otro del reino de que se ha cometido un grave error y se exige imperativamente la restitución».

### Estreno y recepción

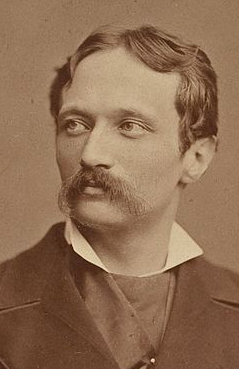
Arrigo Boito puso letra al Himno de las naciones.

Verdi estaba entre el público para el concierto inaugural de la Exposición Internacional el 1 de mayo de 1862. El concierto tuvo solo una tibia recepción, haciendo feliz a Verdi porque su Cantica no estaba incluida en el programa. La primera actuación de la cantata tuvo lugar en el Her Majesty's Theatre (en ese momento bajo la dirección de James Henry Mapleson) el 24 de mayo de 1862, después de una representación de El barbero de Sevilla. «Todos los miembros» de la compañía de Mapleson participaron en la actuación complementada por 200 coristas de la Asociación Vocal de Jules Benedict, el conjunto completo dirigido por Luigi Arditi. Verdi escribió a su editor Giovanni Ricordi «El efecto parecía bueno y tuvo bises ... Rendimiento bueno en general, muy bueno por parte de la orquesta. Arditi es un buen director». Franco Faccio (que había estado con Boito en su primer encuentro con Verdi) le escribió a Boito: «El efecto de la pieza es irresistible».
Marvin siente que la controversia que rodea la génesis de la obra hace que sea difícil medir la recepción contemporánea. Una revisión en la Revue et gazette musicale (1 de junio de 1862) subraya la dificultad: «[La] conducta incomprensible y sin precedentes [que mostraron los comisionados] a un hombre de tal celebridad como Verdi, rechazando una composición que se esforzó en traer él mismo, causó tanto asombro y consiguió todas las simpatías, que su composición se hizo famosa incluso antes de que alguien la hubiera escuchado».
La mayoría de las críticas tendían a simpatizar demasiado con el compositor. El informe en The Daily Telegraph proporciona un ejemplo de la reacción exagerada:

At the conclusion of the Cantata Signor Verdi was loudly called for, and, after some delay, was led on by the energetic and enthusiastic Mdlle. Tietjiens, not once nor twice only, but several times, to receive the heartiest tribute of approbation which an appreciative and sympathetic English audience could bestow. Not that the manifestations of good feelings were confined to applause alone, for bouquets and wreaths were showered on the favourite maestro, and favourite vocalists were even roused from their ordinary listlessness to do demonstrative honour to their illustrious countryman. The applause still continuing, the whole Cantata was then repeated. At the conclusion of the second performance Signor Verdi was then led forward by Signor Giuglini, and even after the curtain fell, he was compelled again to bow his acknowledgments.
Al concluir la Cantata, se le pidió al signor Verdi que gritara en voz alta y, después de un retraso, la dirigió la enérgica y entusiasta Mdlle. Tietjiens, no una ni dos, sino varias veces, para recibir el más sincero homenaje de aprobación que un público inglés agradecido y comprensivo podría otorgar. No es que las manifestaciones de los buenos sentimientos se limitaran solo a los aplausos, ya que los ramos y las coronas de flores se derramaron sobre el maestro favorito y los vocalistas favoritos incluso se despertaron de su apatía ordinaria para honrar demostrablemente a su ilustre compatriota. Los aplausos aún continúan, toda la Cantata se repitió. Al concluir la segunda actuación, el signor Verdi se dirigió al signor Signor Giuglini, e incluso después de que cayó el telón, se vio obligado nuevamente a inclinar sus agradecimientos.

La revisión de Chorley continuó su antagonismo hacia Verdi: «debemos decir con franqueza que la Cantata no parece ser un ejemplo favorable de la forma peculiar de Signore Verdi y además de ser de una forma completamente diferente de la que fue invitado a componer, es, en cada punto de gusto y de arte, inadecuada para la ocasión para la que fue diseñada».

## Implicaciones políticas
Los revisores cuestionaron la decisión de Verdi de incluir canciones que representan a Reino Unido (God Save the Queen), Francia (La Marsellesa) e Italia (Il Canto degli Italiani, también conocida como Inno di Mameli). En ese momento, ni La Marsellesa ni Il Canto degli Italiani eran el himno nacional de sus respectivos países. Algunos críticos, como el anónimo que escribe en Musical World, pensaban incorrectamente que la inclusión de tales canciones nacionalistas o la posible vergüenza política de su inclusión fue la razón del rechazo de la cantata del concierto inaugural.
Chorley y otros críticos acusaron a Boito de presentar una visión parcial de la armonía europea, dominada por Italia. Marvin observa que la portada también muestra a Italia a la par con Reino Unido y Francia y plantea la hipótesis de que no fue una ganancia financiera lo que llevó a Verdi a aceptar el encargo, sino más bien un deseo de afirmar la supremacía musical de Italia, particularmente su ópera. Este sentimiento se ilustra en la larga carta que Verdi le escribió a Arrivabene: Marvin considera que Verdi, muy consciente de su propia importancia en el mundo musical, vio esto como una oportunidad para servir como voz de apoyo a la música italiana en un contexto internacional, aunque el compositor expresó tanto a su editor como a su amigo el conde Arrivabene su falta de interés en escribir piezas para una ocasión determinada.

## Representaciones posteriores
Después del estreno mundial, se presentó el Himno de las naciones seis veces más en Londres en 1862. La última ocasión fue el 16 de junio, junto con toda la música escrita para la Exposición Internacional de 1862. El estreno en París tuvo lugar el 2 de mayo de 1863 en el Théatre Italien en un concierto benéfico para el compositor Charles Billema. El solo fue interpretado por una soprano, Rosina Penco.
La primera actuación italiana tuvo lugar el 24 de junio de 1864 en el Teatro alla Scala, aunque, al dar permiso, Verdi se mostró escéptico de que fuera un éxito: «Será un fiasco, como lo son todas mis obras, cuando se realizan por primera vez en Milán». La primera actuación estadounidense tuvo lugar el 28 de abril de 1874 en la Academy of Music de Nueva York, dirigida por Emanuele Muzio, con Christina Nilsson como solista.
Algunas de las actuaciones del Himno de las naciones del siglo XX fueron con fines propagandísticos. Arturo Toscanini la dirigió el 25 de julio de 1915 en una arena al aire libre en Milán, poco después de que Italia entrara en la Primera Guerra Mundial. Durante la Segunda Guerra Mundial, Toscanini la realizó el 31 de enero de 1943 con la Orquesta Sinfónica de la NBC, Jan Peerce como solista y los coristas del Westminster Choir College en una transmisión muy promocionada y la obra también fue la pieza central de una película de 31 minutos para la Oficina de Información de Guerra de Estados Unidos llamada Himno de las naciones, dirigida por Alexander Hammid. Fue filmada en NBC Studios y consiste en Toscanini dirigiendo la Orquesta de la NBC en una presentación de la obertura de La fuerza del destino e Himno de las naciones de Verdi, que contiene los himnos nacionales de Reino Unido, Francia e Italia (las naciones aliadas de la Primera Guerra Mundial), a lo que Toscanini agregó La Internacional soviética y The Star-Spangled Banner estadounidense. La película, que contó con una actuación de Toscanini y el mismo elenco que la emisión de 1943, fue narrada por Burgess Meredith.
Se encargó otra versión para el final del documental 16 Days of Glory sobre los Juegos Olímpicos de verano de 1984 en Los Ángeles. Con Plácido Domingo como solista tenor, la nueva orquestación incorporó los himnos nacionales de Finlandia, Países Bajos, Italia, Reino Unido, Francia, Australia, Canadá, México, Japón, Alemania y Estados Unidos.

## Música
La cantata tiene partitura para flautín, dos flautas, dos oboes, dos clarinetes, dos fagotes, cuatro trompas, dos trompetas, tres trombones, cimbasso, timbales, bombo, platillos, percusión, dos arpas y cuerdas.
Los «personajes» en la edición crítica se designan como el «Coro di Popolo» («Coro de personas» de todas las naciones) y el tenor solista es «Un Bardo» (un poeta) («Una voz entre ellos»).

## Crítica
En los tiempos modernos, Julian Budden ha señalado que «el propio experimento de Verdi al combinar himnos nacionales [..] suena artificial porque tiene que haber una cierta cantidad de manipulación armónica para que sea posible», pero sí considera «la audaz, por no decir imprudente, combinación de diferentes melodías» como señalando el camino a seguir y realmente logró «con mayor habilidad en Aida».